# ایرلند در المپیک
ایرلند از سال ۱۹۲۴ در بازی‌های المپیک تابستانی و از سال ۱۹۹۲ در بازی‌های المپیک زمستانی تیمی دارد که به نمایندگی از «ایرلند» به عنوان یک ملت یا کشور مستقل، شرکت کرده است.
کمیته ملی المپیک در ایرلند با سه نام سابقه دارد. در ابتدا از سال ۱۹۲۰ تا ۱۹۵۲ میلادی، شورای المپیک ایرلند (IOC) نامیده می‌شد (حروف اختصاری آن با کمیته بین‌المللی المپیک اشتباه نشود که IOC نامیده می‌شود). از سال ۱۹۵۲ تا ۲۰۱۸ میلادی، به شورای المپیک ایرلند (OCI) نام خود را تغییر داد. سپس در سال ۲۰۱۸ میلادی به فدراسیون المپیک ایرلند (OFI) بدل شد.
شورای المپیک ایرلند در سال ۱۹۲۲ در دوران دولت موقت و پیش از تأسیس رسمی دولت آزاد ایرلند تشکیل شده بود. شورای المپیک ایرلند (به اختصار IOC) وابسته به کمیته بین‌المللی المپیک (همچنین "IOC") بود و توانست مجوز راهیابی به بازی‌های المپیک تابستانی ۱۹۲۴ در پاریس را به دست آورد.
برای بسیاری از ورزش‌ها، فدراسیون ملی ایرلند نمایندهٔ ورزشی کل اهالی جزیره ایرلند است که هم شامل جمهوری ایرلند (در اصل یک قلمرو با عنوان ایالت آزاد ایرلند) است و شامل هم ایرلند شمالی (که پس از تأسیس ایالت آزاد ایرلند به عنوان یک کشور مستقل، تحت سلطه رسمی بریتانیا باقی ماند) است. ورزشکاران متولد ایرلند شمالی حق دارند خودشان انتخاب کنند که می‌خواهند به عنوان نماینده ایرلند مسابقه دهند یا بریتانیای کبیر و ایرلند شمالی؛ زیرا به‌طور خودکار حق شهروندی هر دو کشور را دارند. در نتیجه، ورزشکاران تمایل دارند که نماینده کمیته ملی المپیک کشوری باشند که فدراسیون ورزشی آنها با آن همسو است. بسیاری از ورزشکاران برای راحت‌تر سهمیه گرفتن، تصمیم می‌گیرند تحت پرچم جمهوری ایرلند مسابقه دهند ولی در برخی ورزش‌های گروهی و تیم شرایط برعکس است و برای بالا بردن شانس، به بریتانیا می‌پیوندند. تعدادی از ورزشکاران سابقه دارند که نماینده هر دو کشور بوده باشند.
علاوه بر این، ایرلند این حق را به مهاجرین ایرلندی می‌دهد که بنا بر آنچه قانون اساسی به صراحت گفته، بتوانند از طریق میراث خانوادگی خود برخوردار شوند، یعنی اگر پدر و مادر یا پدربزرگ و مادربزرگشان ایرلندی بوده باشند، می‌توانند از حقوق شهروندی ایرلند برخوردار شوند و سهمیهٔ نمایندگی این کشور را در مسابقات ورزشی کسب کنند.
از اولین بازی‌های دوران مدرن در سال ۱۸۹۶ تا بازی‌های ۱۹۲۰ میلادی، جزیرهٔ ایرلند توسط تیم بریتانیای کبیر و ایرلند نمایندگی می‌شد. در دوره‌های اولیه بازی‌ها، «ایرلند» به‌عنوان یک تیم در رشته‌های خاصی به‌عنوان یکی از چند تیم بریتانیای کبیر و ایرلند شرکت می‌کرد که منعکس‌کننده ملت‌های داخلی بود. ایرلند یکی از کشورهایی بود که نه بازی‌های ۱۹۸۰ مسکو و نه بازی‌های ۱۹۸۴ لس آنجلس را تحریم نکردند. با این حال، ایرلند در اعتراض به حکم کمیته المپیک در سال ۱۹۳۵ که صلاحیت شورای المپیک ایرلند را از کل جزیره به قلمرو دولت آزاد ایرلند تقلیل داد، بازی‌های ۱۹۳۶ برلین را تحریم نمود.
بازی‌های المپیک تابستانی ۲۰۲۴ در پاریس موفق‌ترین حضور ایرلند در بازی‌های المپیک در تاریخ این کشور بود و ایرلند رکورد قبلی ۶ مدال خود در المپیک ۲۰۱۲ لندن را، با کسب مجموع ۷ مدال شکست. این تیم همچنین از رکورد ۳ طلای یک دوره، در المپیک آتلانتا در ۱۹۹۶، فراتر رفت. بازی‌های المپیک ۲۰۲۴ پاریس همچنین سالگرد صدمین سال از نخستین حضور ایرلند در بازی‌های المپیک تابستانی محسوب می‌شد.
بوکس موفق‌ترین ورزش ایرلند در بازی‌های المپیک است که بیش از ۵۰ درصد مدال‌های کسب شده این کشور را به خود اختصاص داده است. دو و میدانی، بوکس و شنا نیز هر یک با چهار مدال، بیشترین مدال طلا را به خود اختصاص داده‌اند.
بسیاری از ورزش‌های محبوب در ایرلند یا ورزش‌های المپیکی نیستند (مانند بازی های گالیک و اسب‌دوانی) یا اخیراً به بازی‌ها افزوده شده‌اند (گلف و راگبی هفت). با وجود این، ایرلند یک کشور المپیکی ثابت و مشتاق بوده است و مدال آوران آن به‌طور گسترده‌ای مورد تحویل و تجلیل قرار می‌گیرند و حتی گرفتن سهمیه المپیک در این کشور بسیار ارزشمند است.

## جدول مدال‌ها

### تابستانی
| بازی‌ها | ورزشکاران                             | طلا          | نقره         | برنز         | جمع          | رتبه         |
| ------ | ------------------------------------- | ------------ | ------------ | ------------ | ------------ | ------------ |
| ۱۸۹۶   | به عنوان بخشی از بریتانیای کبیر (GBR) |              |              |              |              |              |
| ۱۹۰۰   | به عنوان بخشی از بریتانیای کبیر (GBR) |              |              |              |              |              |
| ۱۹۰۴   | به عنوان بخشی از بریتانیای کبیر (GBR) |              |              |              |              |              |
| ۱۹۰۸   | به عنوان بخشی از بریتانیای کبیر (GBR) |              |              |              |              |              |
| ۱۹۱۲   | به عنوان بخشی از بریتانیای کبیر (GBR) |              |              |              |              |              |
| ۱۹۲۰   | به عنوان بخشی از بریتانیای کبیر (GBR) |              |              |              |              |              |
| ۱۹۲۴   | 49                                    | ۰            | ۰            | ۰            | ۰            | –            |
| ۱۹۲۸   | 29                                    | ۱            | ۰            | ۰            | ۱            | ۲۴           |
| ۱۹۳۲   | 8                                     | ۲            | ۰            | ۰            | ۲            | ۱۶           |
| ۱۹۳۶   | شرکت نکرد                             | شرکت نکرد    | شرکت نکرد    | شرکت نکرد    | شرکت نکرد    | شرکت نکرد    |
| ۱۹۴۸   | 72                                    | ۰            | ۰            | ۰            | ۰            | –            |
| ۱۹۵۲   | 19                                    | ۰            | ۱            | ۰            | ۱            | ۳۴           |
| ۱۹۵۶   | 18                                    | ۱            | ۱            | ۳            | ۵            | ۲۱           |
| ۱۹۶۰   | 49                                    | ۰            | ۰            | ۰            | ۰            | –            |
| ۱۹۶۴   | 25                                    | ۰            | ۰            | ۱            | ۱            | ۳۵           |
| ۱۹۶۸   | 31                                    | ۰            | ۰            | ۰            | ۰            | –            |
| ۱۹۷۲   | 59                                    | ۰            | ۰            | ۰            | ۰            | –            |
| ۱۹۷۶   | 44                                    | ۰            | ۰            | ۰            | ۰            | –            |
| ۱۹۸۰   | 47                                    | ۰            | ۱            | ۱            | ۲            | ۳۱           |
| ۱۹۸۴   | 42                                    | ۰            | ۱            | ۰            | ۱            | ۳۳           |
| ۱۹۸۸   | 61                                    | ۰            | ۰            | ۰            | ۰            | –            |
| ۱۹۹۲   | 58                                    | ۱            | ۱            | ۰            | ۲            | ۳۲           |
| ۱۹۹۶   | 78                                    | ۳            | ۰            | ۱            | ۴            | ۲۸           |
| ۲۰۰۰   | 64                                    | ۰            | ۱            | ۰            | ۱            | ۶۴           |
| ۲۰۰۴   | 46                                    | ۰            | ۰            | ۰            | ۰            | –            |
| ۲۰۰۸   | 54                                    | ۰            | ۱            | ۲            | ۳            | ۶۱           |
| ۲۰۱۲   | 66                                    | ۱            | ۱            | ۴            | ۶            | ۴۱           |
| ۲۰۱۶   | 77                                    | ۰            | ۲            | ۰            | ۲            | ۶۲           |
| ۲۰۲۰   | 116                                   | ۲            | ۰            | ۲            | ۴            | ۳۹           |
| ۲۰۲۴   | 134                                   | ۴            | ۰            | ۳            | ۷            | ۱۹           |
| ۲۰۲۸   | رویداد آینده                          | رویداد آینده | رویداد آینده | رویداد آینده | رویداد آینده | رویداد آینده |
| ۲۰۳۲   | رویداد آینده                          | رویداد آینده | رویداد آینده | رویداد آینده | رویداد آینده | رویداد آینده |
| جمع    | جمع                                   | ۱۵           | ۱۰           | ۱۷           | ۴۲           | ۵۰           |

### زمستانی
| بازی‌ها              | ورزشکاران    | طلا          | نقره         | برنز         | جمع          | رتبه         |
| ------------------- | ------------ | ------------ | ------------ | ------------ | ------------ | ------------ |
| ۱۹۹۲                | 4            | ۰            | ۰            | ۰            | ۰            | –            |
| ۱۹۹۴                | شرکت نیافت   | شرکت نیافت   | شرکت نیافت   | شرکت نیافت   | شرکت نیافت   | شرکت نیافت   |
| ۱۹۹۸                | 6            | ۰            | ۰            | ۰            | ۰            | –            |
| ۲۰۰۲                | 6            | ۰            | ۰            | ۰            | ۰            | –            |
| ۲۰۰۶                | 4            | ۰            | ۰            | ۰            | ۰            | –            |
| ۲۰۱۰                | 6            | ۰            | ۰            | ۰            | ۰            | –            |
| ۲۰۱۴                | 5            | ۰            | ۰            | ۰            | ۰            | –            |
| ۲۰۱۸                | 5            | ۰            | ۰            | ۰            | ۰            | –            |
| ۲۰۲۲                | 6            | ۰            | ۰            | ۰            | ۰            | –            |
| ۲۰۲۶                | رویداد آینده | رویداد آینده | رویداد آینده | رویداد آینده | رویداد آینده | رویداد آینده |
| فرانسه              | رویداد آینده | رویداد آینده | رویداد آینده | رویداد آینده | رویداد آینده | رویداد آینده |
| ایالات متحده آمریکا | رویداد آینده | رویداد آینده | رویداد آینده | رویداد آینده | رویداد آینده | رویداد آینده |
| جمع                 | جمع          | ۰            | ۰            | ۰            | ۰            | –            |

### مدال‌ها بر حسب ورزش
| ورزش             | طلا | نقره | برنز | مجموع |
| ---------------- | --- | ---- | ---- | ----- |
| بوکس             | ۴   | ۵    | ۱۰   | ۱۹    |
| دو و میدانی      | ۴   | ۲    | ۱    | ۷     |
| شنا              | ۴   | ۰    | ۳    | ۷     |
| روئینگ           | ۲   | ۱    | ۲    | ۵     |
| ژیمناستیک        | ۱   | ۰    | ۰    | ۱     |
| قایق‌رانی بادبانی | ۰   | ۲    | ۰    | ۲     |
| سوارکاری         | ۰   | ۰    | ۱    | ۱     |
| مجموع (۷ ورزش)   | ۱۵  | ۱۰   | ۱۷   | ۴۲    |

## لیست مدال آوران
جداول زیر شامل مدال‌های کسب شده توسط ورزشکاران در تیم‌های فدراسیون ایرلند است. تمام مدال‌ها در بازی‌های تابستانی کسب شده‌اند. بهترین نتیجه ایرلند در بازی‌های زمستانی، توسط کلیفتون راتسلی کسب شد که در اسکلتون مردان در بازی‌های سال ۲۰۰۲ در سالت لیک سیتی به جایگاه چهارمی رسید.
برخی از ورزشکاران به نمایندگی از کشورهای دیگر، مشخصاً بریتانیای کبیر، مدال‌هایی را به دست آورده‌اند که در این جدول گنجانده نشده‌اند و ورزشکاران ایرلندی مهاجر به ویژه در مسابقات اولیه برای ایالات متحده موفق به کسب مدال‌هایی شده بودند که در جدول نیامده. با این حال، برجسته‌ترین ورزشکار ایرلندی که برای کشورهای دیگر مدال کسب کرد، تام کیلی بود که در سال ۱۹۰۴ میلادی در مسابقات دو و میدانی مدال طلا را به دست آورد. او پیشنهاد سفر رایگان و پرداخت هزینه‌های سفرش از سوی مقامات انگلیسی و آمریکایی را رد کرد تا به روش خود به مسابقات راه یابد و اصرار داشت که نمایندهٔ ایرلند معرفی شود و حتی تا تلاش کرد پرچم بریتانیای کبیر را در مراسم توزیع مدال با پرچم ایرلند جایگزین کند. ملیت مورد مناقشه کیلی هم در تاریخ المپیک بریتانیا و هم در تاریخچه المپیک به‌طور کلی، اهمیت آماری تاریخی دارد؛ زیرا بریتانیایی‌ها در آن دوره طلای دیگری به دست نیاوردند و اگر این مدال ره متعلق به بریتانیا بدانیم، می‌شود گفت بریتانیا تنها کشوری است که در تمام ادوار المپیک مدال طلا کسب کرده.

### مدال‌آوران
| مدال | نام                                           | دوره | ورزش      | رویداد                     |
| ---- | --------------------------------------------- | ---- | --------- | -------------------------- |
| طلا  | پت اوکالاهان                                  | ۱۹۲۸ | دومیدانی  | پرتاب چکش مردان            |
| طلا  | باب تیسدال                                    | ۱۹۳۲ | دومیدانی  | ۴۰۰ متر با مانع مردان      |
| طلا  | پت اوکالاهان                                  | ۱۹۳۲ | دومیدانی  | پرتاب چکش مردان            |
| نقره | جان مک‌نالی                                    | ۱۹۵۲ | بوکس      | کم‌مردان وزن                |
| طلا  | ران دلینی                                     | ۱۹۵۶ | دومیدانی  | ۱۵۰۰ متر مردان             |
| نقره | فرد تیدت                                      | ۱۹۵۶ | بوکس      | میان‌وزن مردان              |
| برنز | جان کالدول                                    | ۱۹۵۶ | بوکس      | مگس‌وزن مردان               |
| برنز | فردی گیلروی                                   | ۱۹۵۶ | بوکس      | کم‌وزن مردان                |
| برنز | آنتونی بیرن                                   | ۱۹۵۶ | بوکس      | خیلی سبک‌وزن مردان          |
| برنز | جیم مک‌کورت                                    | ۱۹۶۴ | بوکس      | خیلی سبک‌وزن مردان          |
| برنز | هیو راسل                                      | ۱۹۸۰ | بوکس      | مگس‌وزن مردان               |
| نقره | دیوید ویلکینز جیمز ویلکینسون                  | ۱۹۸۰ | قایقرانی  | پرواز کلاس هلندی           |
| نقره | جان تراسی                                     | ۱۹۸۴ | دومیدانی  | ماراتن مردان               |
| طلا  | مایکل کاروث                                   | ۱۹۹۲ | بوکس      | میان‌وزن مردان              |
| نقره | وین مک‌کولوا                                   | ۱۹۹۲ | بوکس      | کم‌وزن مردان                |
| طلا  | میشل اسمیت                                    | ۱۹۹۶ | شنا       | ۴۰۰ متر آزاد زنان          |
| طلا  | میشل اسمیت                                    | ۱۹۹۶ | شنا       | ۲۰۰ متر مختلط انفرادی زنان |
| طلا  | میشل اسمیت                                    | ۱۹۹۶ | شنا       | ۴۰۰ متر مختلط انفرادی زنان |
| برنز | میشل اسمیت                                    | ۱۹۹۶ | شنا       | پروانه ۲۰۰ متر زنان        |
| نقره | سونیا او سالیوان                              | ۲۰۰۰ | دومیدانی  | ۵۰۰۰ متر زنان              |
| نقره | کنی ایگان                                     | ۲۰۰۸ | بوکس      | سنگین‌وزن پایین مردان       |
| برنز | پدی بارنز                                     | ۲۰۰۸ | بوکس      | مگس‌وزن پایین مردان         |
| برنز | دارن ساترلند                                  | ۲۰۰۸ | بوکس      | میان‌وزن مردان              |
| طلا  | کتی تیلور                                     | ۲۰۱۲ | بوکس      | سبک‌وزن زنان                |
| نقره | جان جو نوین                                   | ۲۰۱۲ | بوکس      | کم‌وزن مردان                |
| برنز | پدی بارنز                                     | ۲۰۱۲ | بوکس      | مگس‌وزن پایین مردان         |
| برنز | مایکل کونلان                                  | ۲۰۱۲ | بوکس      | مگس‌وزن مردان               |
| برنز | سیان اوکانر                                   | ۲۰۱۲ | اسب سواری | پرش نمایشی انفرادی         |
| برنز | رابرت هفرنان                                  | ۲۰۱۲ | دومیدانی  | پیاده‌روی ۵۰ کیلومتر مردان  |
| نقره | گری اودانوون پل اودونوان                      | ۲۰۱۶ | روئینگ    | اسکال دو نفره سبک‌وزن مردان |
| نقره | آنالیس مورفی                                  | ۲۰۱۶ | قایقرانی  | لیزر رادیال زنانه          |
| طلا  | فینتان مک‌کارتی پل اودونوان                    | ۲۰۲۰ | روئینگ    | اسکال دو نفره سبک‌وزن مردان |
| طلا  | کلی هرینگتون                                  | ۲۰۲۰ | بوکس      | سبک‌وزن زنان                |
| برنز | ایدن والش                                     | ۲۰۲۰ | بوکس      | وزن متوسط مردان            |
| برنز | آیفریک کیو ایمر لامبه فیونا مورتا امیلی هگرتی | ۲۰۲۰ | روئینگ    | چهارتایی زنان              |
| طلا  | فینتان مک‌کارتی پل اودونوان                    | ۲۰۲۴ | روئینگ    | اسکال دو نفره سبک‌وزن مردان |
| طلا  | رایس مک‌کلنگن                                  | ۲۰۲۴ | ژیمناستیک | اسب پومل                   |
| طلا  | دنیل ویفن                                     | ۲۰۲۴ | شنا       | ۸۰۰ متر آزاد مردان         |
| طلا  | کلی هرینگتون                                  | ۲۰۲۴ | بوکس      | ۶۰ ک زنان                  |
| برنز | دنیل ویفن                                     | ۲۰۲۴ | شنا       | ۱۵۰۰ متر آزاد مردان        |
| برنز | دایری لینچ فیلیپ دویل                         | ۲۰۲۴ | روئینگ    | اسکال دو نفره مردان        |
| برنز | مونا مک‌شاری                                   | ۲۰۲۴ | شنا       | ۱۰۰ متر قورباغه زنان       |